# Lennie Hayton
Leonard George (Lennie) Hayton (New York, 13 februari 1908 – Palm Springs, 24 april 1971) was een Amerikaanse pianist en arrangeur in de swing en componist.

## Jazz
Hayton, afkomstig uit een Joodse familie, begon op zijn zesde piano te spelen. Zijn loopbaan begon hij in 1926 bij The Little Ramblers, daarna was hij actief in het orkest van Cass Hagen. In de periode 1928-1930 was hij tweede pianist bij Paul Whiteman. Hij speelde en nam in de jaren twintig op met groepen van Frankie Trumbauer, Bix Beiderbecke, Red Nichols, Joe Venuti en anderen, ook speelde hij mee op opnames van de studiogroep The Charleston Chasers. Hij schreef in die jaren verschillende composities, alleen of met anderen, waaronder "Apple Blossom" (met o.m. Venuti en Trumbauer), "Flying Fingers", "The Stage is Set", "Moody Hollywood" (met Tommy Dorsey) en "Midnight Mood". Ook arrangeerde hij.

## Filmmuziek
In de jaren dertig leidde hij een eigen orkest en was hij enige tijd muzikaal leider voor zanger Bing Crosby. In 1940 werd hij musicaldirecteur bij MGM, waarvoor hij tot 1953 muziek schreef voor filmmusicals. Voor verschillende films werd Hayton genomineerd voor een Oscar (waaronder twee musicalfilms met Judy Garland), voor de film "On the Town" (1951, met onder meer Frank Sinatra en Gene Kelly) won hij er een, met Roger Edens. Hayton arrangeerde tevens de muziek van bijvoorbeeld de hitfilm "Singin' in the Rain" (1952). In 1968 werd hij genomineerd voor zijn filmmuziek voor "Star!" (met Julie Andrews) en in 1969 won hij (met Lionel Newman) een tweede Oscar voor zijn muziek voor "Hello, Dolly!", de beroemde film met Barbra Streisand.

## Lena Horne
In 1947 trouwde Hayton met zangeres Lena Horne, het was een van de eerste interraciale huwelijken in Hollywood. Hayton was orkestleider en arrangeur voor zijn vrouw. Het huwelijk duurde tot het overlijden van Hayton, in 1971. Later, in 1980, heeft Horne toegegeven met Hayton te zijn getrouwd om haar loopbaan een duwtje te geven en om de 'kleurenlijn' in de showbusiness te doorbreken. Maar ze is wel van hem gaan houden, vertelde ze in het blad Ebony.
Hayton, een stevige drinker en roker, overleed aan de gevolgen van een hartaanval.